# Francesco Lo Sardo
Francesco Lo Sardo (Naso, 22 maggio 1871 – Napoli, 30 maggio 1931) è stato un politico italiano.

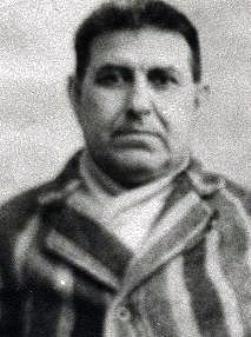
Francesco Lo Sardo, detenuto.

Dirigente dei Fasci Siciliani e fondatore del Partito Socialista Italiano a Messina e provincia, forza politica in cui militò per la maggior parte della sua vita, fu poi il primo comunista siciliano ad accedere alla Camera dei deputati.

## Biografia
Nato a  Naso il 22 maggio 1871 da famiglia benestante, nel 1883, fu avviato agli studi teologici nel seminario vescovile di Patti, ma presto lasciò l'ambiente ecclesiastico per proseguire gli studi nelle scuole pubbliche a Messina.
Nel 1886, insieme all'amico Giovanni Noè, fondò il primo circolo anarchico messinese intitolato ad  Amilcare Cipriani, divenendo attivo collaboratore del periodico anarchico-socialista Il Riscatto.
In quegli anni spiravano i venti dei Fasci siciliani, che lo cooptarono operosamente: divenne, infatti, il promotore del Primo Fascio Operaio Nasitano, per cui fu classificato sovversivo ed a soli ventitré anni destinato al domicilio coatto nelle isole Tremiti. Nel 1894 conseguì la laurea in giurisprudenza, ma la sua attività di propaganda sovversiva non cessò, per cui nel 1898 fu nuovamente arrestato. A questa ulteriore avventura coatta, seguì un periodo di permanenza a Napoli, dove esercitò la professione forense e si costruì una famiglia. Ritornò a Messina a trentadue anni con moglie e figlio ed in quegli anni meditò, persuadendosene, che l'anarchismo portava inevitabilmente alla semplice aggressione o ammutinamento dei contadini verso guardie o collettori, senza intaccare minimamente coloro che realmente detenevano il potere o come meglio egli stesso riassumeva: "… addentare la pietra che ci colpisce senza toccare la mano che l'ha lanciata". Così trasmigrò su posizioni socialiste più organizzate.
L'anno del terremoto, il 1908, mutilò ferocemente Francesco Lo Sardo, molti amici caddero sotto le macerie di una Messina rasa al suolo, ma quel che più grave, fu superstite all'unico figlio appena dodicenne. Cessata la bufera della Grande Guerra, fu in testa alle occupazioni delle terre incolte da parte dei contadini e padre della locale Camera confederale del lavoro.
Dopo una lunga militanza nel Partito Socialista Italiano, aderì al Partito Comunista d'Italia, ma non al momento della fondazione nel 1921: si accodò agli scissionisti solo nel 1924, insieme a Giacinto Menotti Serrati, e nello stesso anno fece il suo ingresso alla Camera dei deputati quale primo siciliano comunista, votato da oltre diecimila elettori.
Agli inizi del Ventennio il deputato Lo Sardo era sicuramente inviso al nuovo governo, che lo teneva in particolare attenzione fino al suo arresto dell'8 novembre 1926, seguito alla sua adesione alle tesi direttive del congresso di Lione. Il giorno successivo fu inoltre dichiarato decaduto da deputato insieme agli altri aventiniani. Il suo peregrinare carcerario lo portò da Messina a Turi, dove spartì la vita coatta con Antonio Gramsci. Malato, si ostinò a non chiedere nulla, anzi a chi suggeriva di chiedere la grazia, rispondeva:
(in Gramsci vivo - Nelle testimonianze dei suoi contemporanei a cura di Mimma Paulesu Quercioli, Feltrinelli, 1977)
Trasferito nel carcere di Poggioreale, trovò la morte il 30 maggio 1931.
Sulla vita e l'opera di Francesco Lo Sardo, e sulle sue fierissime difese davanti al Tribunale Speciale, il nipote Francesco Lo Sardo Jr. ha pubblicato un libro, intitolato Nessuno lo dimentichi (Edizioni del Paniere, 1982). Il titolo è parte dell'epigrafe dettata per la sua tomba da Concetto Marchesi: Vitae suae non fidei oblitus/obliviscendus nulli - "Della sua vita dimentico non della sua fede/nessuno lo dimentichi". Degna di particolare menzione è la risposta che egli dette al presidente del Tribunale Speciale che lo interrompeva durante le sue dichiarazioni finali, prima della sentenza di condanna che ne decretò la morte in carcere: "A nome di tutto il gruppo degli imputati siciliani, dichiaro che noi siamo fieri di essere processati per la nostra attività comunista. Questo processo dimostra che i lavoratori del Mezzogiorno non sono secondi a quelli del Settentrione nella lotta contro il fascismo"; e insistendo il presidente perché concludesse: "Almeno mi sia concesso di dire che sono orgoglioso di essere processato perché comunista, che sono orgoglioso di portare dinanzi a questo tribunale trenta anni di attività politica spesa al servizio dei lavoratori dell'Italia meridionale".